# Dicranomyia glochinoides
Dicranomyia glochinoides är en tvåvingeart som först beskrevs av Alexander 1922.  Dicranomyia glochinoides ingår i släktet Dicranomyia och familjen småharkrankar.
Artens utbredningsområde är Venezuela. Inga underarter finns listade i Catalogue of Life.